# Naar Mænd elsker
Naar Mænd elsker er en amerikansk stumfilm fra 1917 af E. Mason Hopper.

## Medvirkende
- House Peters som Paul Russell
- Myrtle Stedman som Diana Gordon
- Jack W. Johnston som Keith Gordon
- Helen Jerome Eddy som Marjorie Gordon